# Imre Holló
Imre Holló – węgierski Żyd, dentysta, więzień hitlerowskich obozów koncentracyjnych, autor rysunków dokumentujących życie w obozie AL Riese Dörnhau. 
Pochodził z Sátoraljaújhely. W maju 1944 trafił do budapeszteńskiego getta, a następnie do obozu koncentracyjnego Auschwitz. Prawdopodobnie 6 czerwca 1944 został przywieziony do obozu AL Riese Dörnhau w Górach Sowich w zabudowaniach fabryki dywanów w Dörnhau (dziś wieś Kolce k. Głuszycy), stanowiącego filię obozu koncentracyjnego Gross-Rosen. Ryzykując życiem, szkicował po kryjomu rysunki przedstawiające warunki życia w obozie, niewolnicze prace więźniów, apele, sceny znęcania się strażników nad więźniami, bicia i egzekucji. Grafiki prezentują też sceny z getta, transportu z Budapesztu i z obozu Auschwitz, odtworzone z pamięci. Holló wykonywał rysunki czarnym i niebieskim atramentem (niektóre kolorował) na znalezionych kawałkach tektury z prospektów reklamowych, w czasie wieczornych przerw na posiłek, niekiedy z pomocą współwięźniów. Grafiki ukrywał w siennikach łóżek, w miejscu, gdzie przebywali więźniowie chorzy na tyfus, i które Niemcy omijali w obawie przed chorobą. Rysunki są dokumentem Zagłady realizowanej przez nazistowskie Niemcy.
Holló przeżył wojnę i w latach 50. przekazał 49 rysunków Węgierskiemu Muzeum Narodowemu w Budapeszcie.  
Podczas kręcenia filmu dokumentalnego Powiernik jego autorzy, dziennikarze i dokumentaliści Mateusz Kudła i Łukasz Kazek odnaleźli Lajosa Erdélyiego, jednego z ostatnich żyjących byłych więźniów obozu w Górach Sowich, również utrwalonego na grafikach Imre Holló. Dzięki Erdélyiemu zidentyfikowano niektóre osoby przedstawione na rysunkach – ofiary i oprawców. Życzeniem Edrelyiego było prezentowanie rysunków Holló w miejscu, w którym powstały. Otrzymano zgodę dyrekcji budapeszteńskiego muzeum na prezentację ich kopii w Polsce. Od 28 grudnia 2018 reprodukcje grafik stanowią część ekspozycji poświęconej niewolniczej pracy więźniów i są prezentowane w Sztolniach Walimskich, stanowiących część kompleksu Riese. 
Rysunki Imre Holló są też w kolekcji United States Holocaust Memorial Museum w Waszyngtonie, w zbiorze przekazanym przez Erdélyiego. 